# Gäbelbach (Berner Quartier)

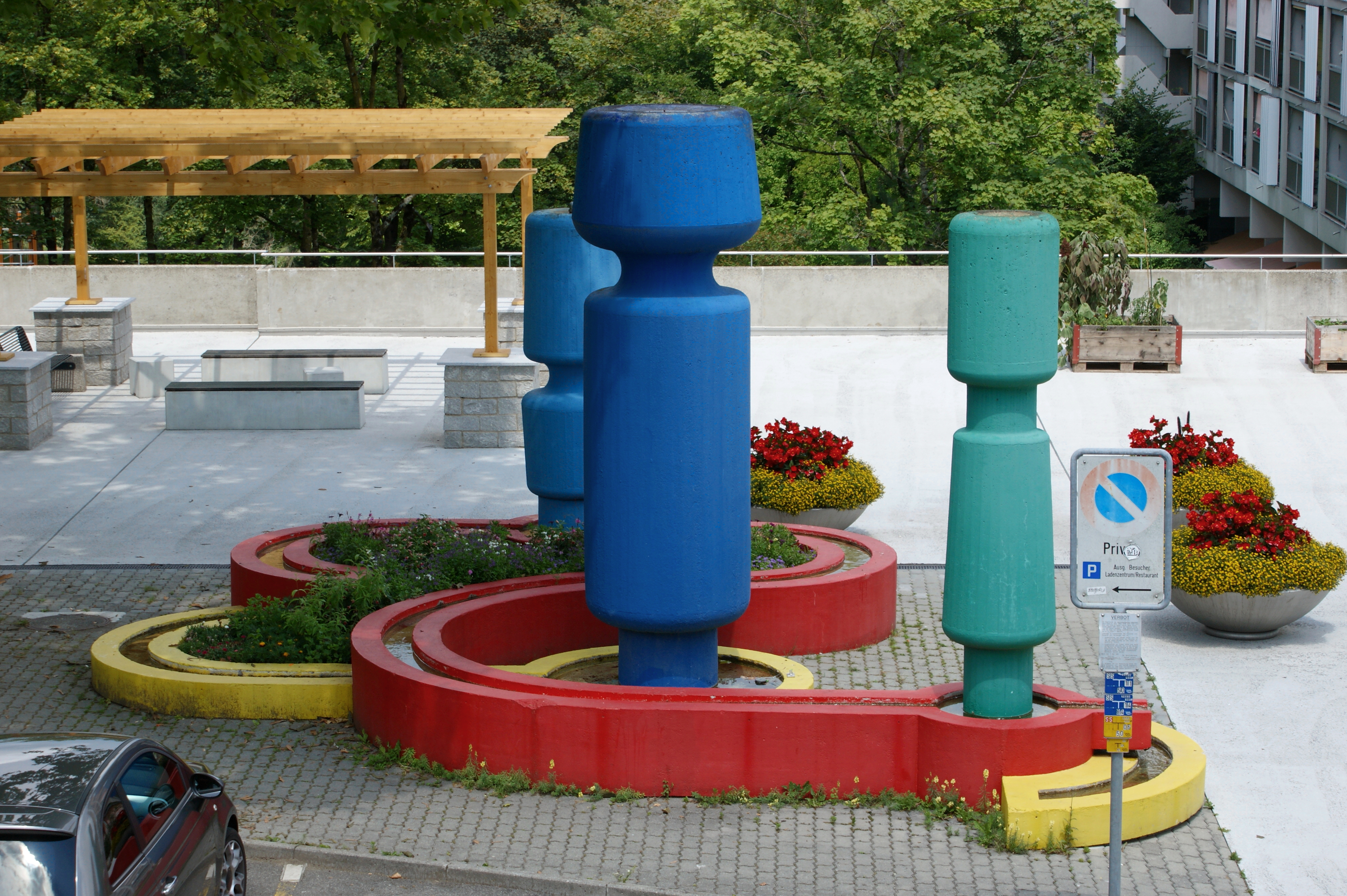
Brunnen Dorfplatz Gäbelbach von der Murtenstrasse her gesehen

Gäbelbach ist ein Quartier der Stadt Bern. Es gehört zu den 2011 bernweit festgelegten 114 gebräuchlichen Quartieren und liegt im Stadtteil VI Bümpliz-Oberbottigen, dort im statistischen Bezirk Bethlehem. Es grenzt an die Bethlehemer Quartiere Riedern, Eymatt, Eichholz, Holenacker und Brünnen.
Im Jahr 2022 betrug die Wohnbevölkerung 1622 Personen, davon 937 Schweizer und 686 Ausländer.
Gäbelbach ist vor allem eine Hochhaussiedlung.

## Geschichte
Der Name stammt vom gleichnamigen Gäbelbach im nördlichen Tal unterhalb des Quartiers. 1954 wurde im Stadtrat ein Postulat begründet, dass Bern aufgrund der Wohnungsnot den Bau von billigen Wohnungen prüfen solle. 1951 erfolgte die Aufhebung der Beschränkung der Freizügigkeit, und die Bevölkerungsbewegung vom Land in die Stadt verstärkte sich. Nach der Siedlung Tscharnergut (Realisierung 1958–1965) wurde die Überbauung Gäbelbach zwischen 1965 und 1968 realisiert. Hochhäuser sollten vor allem das uferlose Wachstum der Städte vermeiden, zusammenhängende Grünflächen erhalten, Gemeinschaftseinrichtungen anbieten und dabei kostengünstig sein.
Die Überbauung realisierten die Architekten Hans und Gret Reinhard und Eduard Helfer, während die Wohnbaugenossenschaft Fambau (Familien Baugenossenschaft), die Baugenossenschaft Brünnen-Eichholz und die Geschwister Spycher die Bauherrschaft übernahmen. Das Gemeinschaftszentrum kam 1970–1971 hinzu. Die Überbauung sieht sich in der Tradition der Congrès Internationaux d’Architecture Moderne (CIAM) sowie des Bauhauses.
Im östlich angrenzenden Holenacker setzte sich der Bau von Hochhäusern fort, die letzten wurden dort 1984 fertiggestellt und waren für längere Zeiten die letzten in Bern.

## Kultur

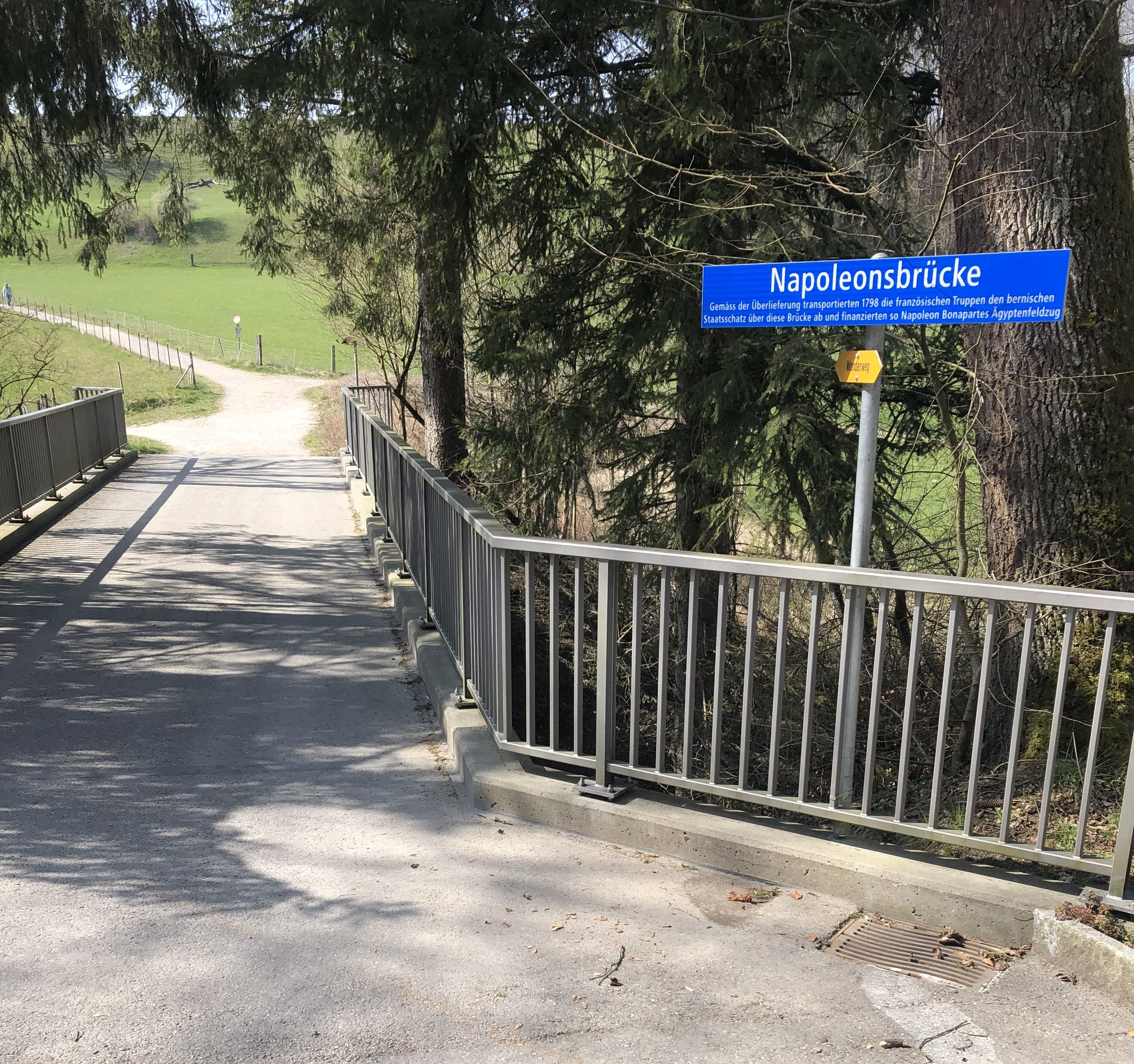
Gäbelbach Napoleonsbrücke

Die Überbauung enthielt von Anfang an Gemeinschaftseinrichtungen wie Hallenbad, Bibliothek, Freizeittrakt, Kindergarten und Tagesschule. Im Jahr 1971 wurde das Gemeinschaftszentrum Gäbelhus eröffnet. Es sollte ein Treffpunkt werden – auch für Familienfeste, Basteln, Musikhören usw. Peter Boris Kocher errichtete 1975 den «Dorfbrunnen». Die drei Betonstelen sollen den Brutalismus der Architektur aufnehmen. Er verbindet den Beton mit farblichen Aspekten der Pop Art.
Das Restaurant «Piazza» mit italienischer Küche ist das einzige im Quartier, es hat in der Fernsehsendung Mini Beiz, dini Beiz des Schweizer Fernsehens eine Serie gewonnen.
Der 1978 begründete Tierpark Gäbelbach beherbergte ursprünglich zahlreiche Wild- und Haustiere, ist jedoch seit Mitte 2019 verwaist und wurde Ende 2020 abgebaut. Die jetzige Betreiberin habe keine Zeit mehr, sich darum zu kümmern, und der Tierparkverein hat sich aufgelöst. Bis Ende Februar 2020 sollte das Gelände geräumt werden. Der Tierpark wurde 2003 dadurch bekannt, dass militante Tierschützer den Zaun des Hirschgeheges aufschnitten. Daraufhin entflohen zehn der elf Hirsche. Zwei wurden auf der Autobahn überfahren, sechs von Jägern erlegt, zwei kehrten von selbst zurück.
Von der Napoleonsbrücke über den Gäbelbach ist überliefert, dass die französischen Truppen beim Franzoseneinfall von 1798 den bernischen Staatsschatz über diese Brücke abtransportierten. Napoleon Bonaparte habe damit seinen Ägyptenfeldzug mit finanziert. Die alte Steinbogenbrücke wurde 1961 abgebrochen und durch eine Beton-Stahl-Verbundbrücke ersetzt.

## Verkehr
Die Strassenbahnlinie 8 verkehrt über das Zentrum von Bern nach Saali. Darüber hinaus steht die gute Verkehrsanbindung des Nachbarquartiers Bern-Brünnen zur Verfügung. Die Hauptstrassen 1 und 10 (gemeinsamer Verlauf) bilden die nördliche Grenze zu Brünnen.